# معركة الأخشاب الساقطة
كانت معركة الأخشاب الساقطة (20 أغسطس 1794) المعركة الأخيرة للحرب الهندية الشمالية الغربية، وهو صراع بين القبائل الأمريكية الأصلية التابعة للكونفدرالية الغربية، بما في ذلك دعم البريطانيين بقيادة الكابتن ألكسندر ماكيلوب ضد الولايات المتحدة للسيطرة على الإقليم الشمالي الغربي (منطقة تقع في شمال نهر أوهايو، شرق نهر المسيسيبي، وجنوب غرب البحيرات الكبرى). وقد تم التنازل عن هذه الأرض إلى الولايات المتحدة وفقا لمعاهدة باريس (1783)، ولكن الأمريكيين الأصليين (الذين لم يكونوا طرفا في المعاهدة) رفضوا الامتثال للمعاهدة والتخلي عن السيطرة. تم الحفاظ على قواعد الجيش البريطاني هناك لدعم حلفائها الأصليين. وأدى ذلك في النهاية إلى الهجوم الأمريكي والانسحاب البريطاني الهندي بعد ذلك من الإقليم تماما بعد معاهدة غرينفيل. لقد أدت المعركة، التي كانت تشكل انتصارا حاسما للولايات المتحدة، إلى اندلاع أعمال عدائية كبرى في المنطقة حتى حدوث حرب تيكومسيه ومعركة تيبيكانو في عام 1811.